# Alexis Bodiot
Alexis Bodiot est un coureur cycliste français né le 3 mai 1988 à Creil.

## Biographie
Alexis Bodiot naît le 3 mai 1988 à Creil en Picardie.
Après avoir passé quatre ans au CC Nogent-sur-Oise il entre dans l'équipe Armée de Terre en 2011. Dans les rangs de ces deux équipes françaises, il remporte plusieurs succès dont la sixième étape du Tour de Normandie en 2009, le Grand Prix de Saint-Hilaire-du-Harcouët en 2010, La Gislard en 2011 et Bordeaux-Saintes ainsi que le Grand Prix de Bavay en 2014.
En 2015, l'équipe Armée de Terre devient une équipe continentale. Alexis Bodiot passe donc coureur professionnel. Pour ses débuts à ce niveau, il monte sur la troisième marche du podium de Paris-Troyes, il termine également 6e du Grand Prix de Denain et 7e du Tour de Picardie au premier semestre. Au mois d'octobre, il prend la 16e place sur Paris-Bourges.
En 2016, il se voit interdit de départ au championnat de France sur route pour un taux de cortisol effondré. En fin de saison, il n'est pas conservé par les dirigeants de l'équipe continentale française Armée de Terre. Il prend alors la direction du VC amateur de Saint-Quentin, club de DN3. Lors de sa dernière année chez les professionnels, il se distingue sur Paris-Troyes (5e), le Tro Bro Léon (19e) et sur la troisième étape de la Ronde de l'Oise (3e).

## Palmarès
- 2006

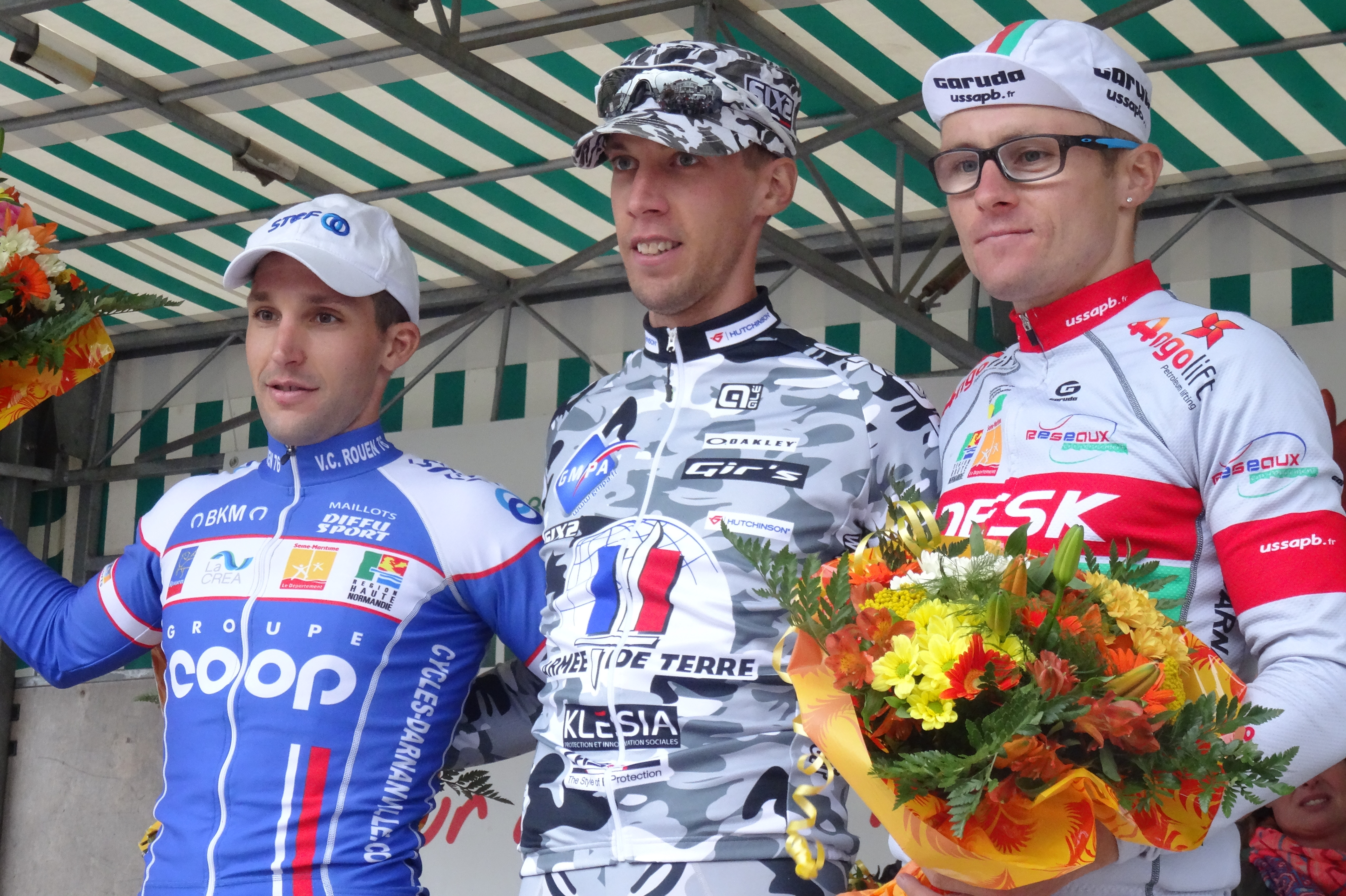
Podium de l'édition 2014 du Grand Prix de Bavay : Cyrille Patoux (2e), Alexis Bodiot (1er) et Mickael Olejnik (3e).

  - Champion des Hauts-de-Seine du contre-la-montre juniors
  - 2e du championnat d'Île-de-France du contre-la-montre juniors
- 2007
  - 2e du Trio normand
- 2008
  - Grand Prix de Montataire
  - 1re étape de la Mi-aout soissonnaise
  - Trio normand espoirs (avec Peter Brouzes et Stéphane Rossetto)
  - 3e de Paris-Ézy
  - 3e du Trio normand
- 2009
  - 6e étape du Tour de Normandie
  - 2e du Grand Prix de la ville de Nogent-sur-Oise
- 2010
  - Grand Prix de Saint-Hilaire-du-Harcouët
  - Grand Prix de Soissons
- 2011
  - La Gislard
- 2012
  - 2e du Grand Prix de la ville de Nogent-sur-Oise
  - 2e du Grand Prix de Saint-Souplet
  - 3e du Grand Prix de Bavay
- 2013
  - 2e du Grand Prix de la ville de Nogent-sur-Oise
  - 3e de La Melrandaise
  - 3e du Grand Prix de Vougy
- 2014
  - Bordeaux-Saintes
  - Grand Prix de Bavay[5]
  - 2e de La Gainsbarre
  - 3e du Grand Prix de Saint-Souplet
- 2015
  - 3e de Paris-Troyes
- 2018
  - Grand Prix de Ham
  - Grand Prix de Gosnay
  - Grand Prix de Vimy
- 2019
  -  Médaillé de bronze de la course en ligne des Jeux mondiaux militaires[6]
  -  Médaillé de bronze de la course en ligne par équipes des Jeux mondiaux militaires[7]

## Classements mondiaux
| Année           | 2008 | 2009 | 2010   | 2011 | 2012 | 2013 | 2014 | 2015 | 2016   |
| --------------- | ---- | ---- | ------ | ---- | ---- | ---- | ---- | ---- | ------ |
| UCI Europe Tour | 775e | 335e | 1 064e | nc   | 415e | 372e | nc   | 354e | 1 117e |